# Matthew Stirling

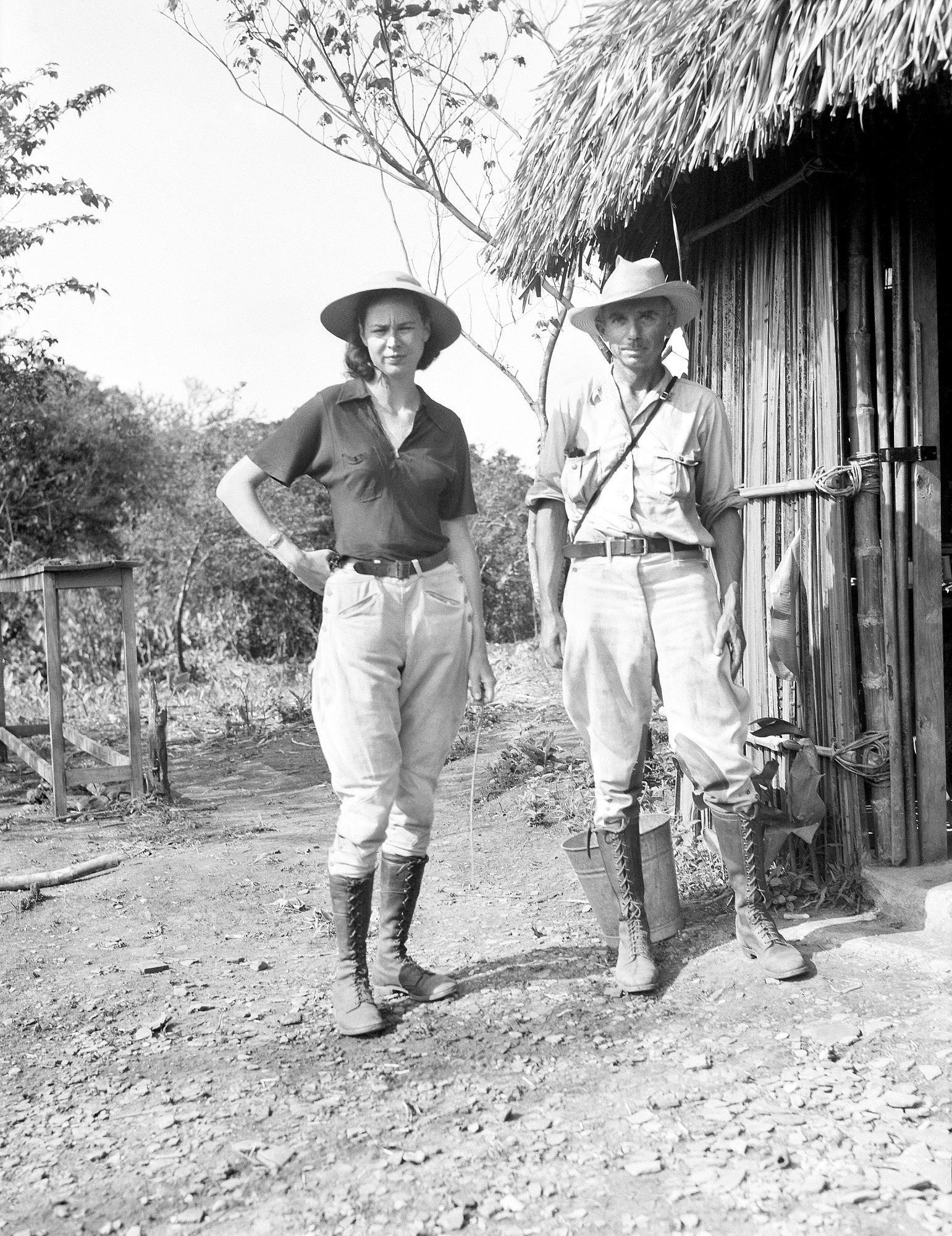
Matthew e Marion Stirling em 1939

Matthew Williams Stirling (Salinas, Califórnia, 1896 – 23 de Janeiro de 1975) foi um etnólogo, arqueólogo dos Estados Unidos da América. É mais bem conhecido por suas descobertas sobre a civilização olmeca.

## Films de Stirling
Preservados no Human Studies Film Archive, Suitland, Maryland
- Exploring Hidden Mexico - Documenta as escavações de La Venta e Cerro de las Mesas.
- Hunting Prehistory on Panama’s Unknown North Coast -Documenta as escavações de 1952 em sítios do norte do Panamá
- Aboriginal Darien : Past and Present - Documenta a flora, fauna e etnografia de partes do Panamá durante uma viagem em 1954
- In the Trail of Prehistoric America - Documenta uma expedição ao Equador em 1957, juntamente com uma curta filmagem etnográfica dos índios Colorado.
- Mexico in Fiesta Masks
- Uncovering an Ancient Mexican Temple
- Exploring Panama’s Prehistoric Past
- Uncovering Mexico’s Forgotten Treasures